# Мурин, Андрей Николаевич
Андрей Николаевич Мурин (1910—1990) — советский радиохимик, доктор химических наук, профессор (1952), заведующий кафедрой радиохимии ЛГУ (1958—1988).

## Биография
Родился 6 марта 1910 года.
В 1939—1963 гг. работал в Радиевом институте им. В. Г. Хлопина, с 1954 г. заведующий лабораторией.
С 1939 года преподавал и вёл научную деятельность в ЛГУ (сначала по совместительству): ассистент, доцент, профессор, декан химического факультета, заведующий кафедрой радиохимии (1958—1988).
С 1943 г. кандидат физико-математических наук, с 1952 г. доктор химических наук и профессор.
Заслуженный деятель науки и техники РСФСР (1981). За участие в атомном проекте в 1950 г. премирован специальной премией Совета Министров СССР. Награждён орденом «Знак Почёта» и медалью «За трудовую доблесть» (1953).

## Публикации
- Физические основы радиохимии [Текст] : [Учебник для хим. специальностей ун-тов] / Под ред. П. П. Серёгина. — Москва : Высш. школа, 1971. — 288 с. : ил.; 22 см.
- Химия несовершенных ионных кристаллов [Текст] / А. Н. Мурин; Ленингр. гос. ун-т им. А. А. Жданова. — Ленинград : Изд-во Ленингр. ун-та, 1975. — 270 с. : ил.; 21 см.
- Podstawy promieniotwórczości [Текст] / A. N. Murin ; Tłum. Aleksander Siemaszko. — Warszawa : Państ. wyd-wo naukowe, 1957. — 322 с. : ил.; 20 см.
- Введение в радиоактивность [Текст] / Проф. А. Н. Мурин ; Ленингр. ордена Ленина гос. ун-т им. А. А. Жданова. — Ленинград : Изд-во Ленингр. ун-та, 1955. — 251 с., 1 л. табл. : ил.; 22 см.
- Диффузия меченых атомов и проводимость в ионных кристаллах [Текст] / А. Н. Мурин, Б. Г. Лурье ; Ленингр. ордена Ленина гос. ун-т им. А. А. Жданова. — Ленинград : [б. и.], 1967. — 100 с. : черт.; 22 см.
- Радиохимия и химия ядерных процессов [Текст] : [Учеб. пособие для ун-тов и хим.-технол. вузов] / Под ред. А. Н. Мурина [и др.]. — Ленинград : Госхимиздат. [Ленингр. отд-ние], 1960. — 784 с. : ил.; 23 см.

## Семья
Жена - Наталия Иосифовна Полевая (1915—1980),  кандидат химических наук (1944), доктор геолого-минералогических наук (1964), работала во ВСЕГЕИ с 1933 г., ст. научный сотрудник (1944), зав. Лабораторией абсолютного возраста горных пород (с 1954), зав. отд. геохронологии и изотопной геологии (1964).